# آموزش دانشگاهی

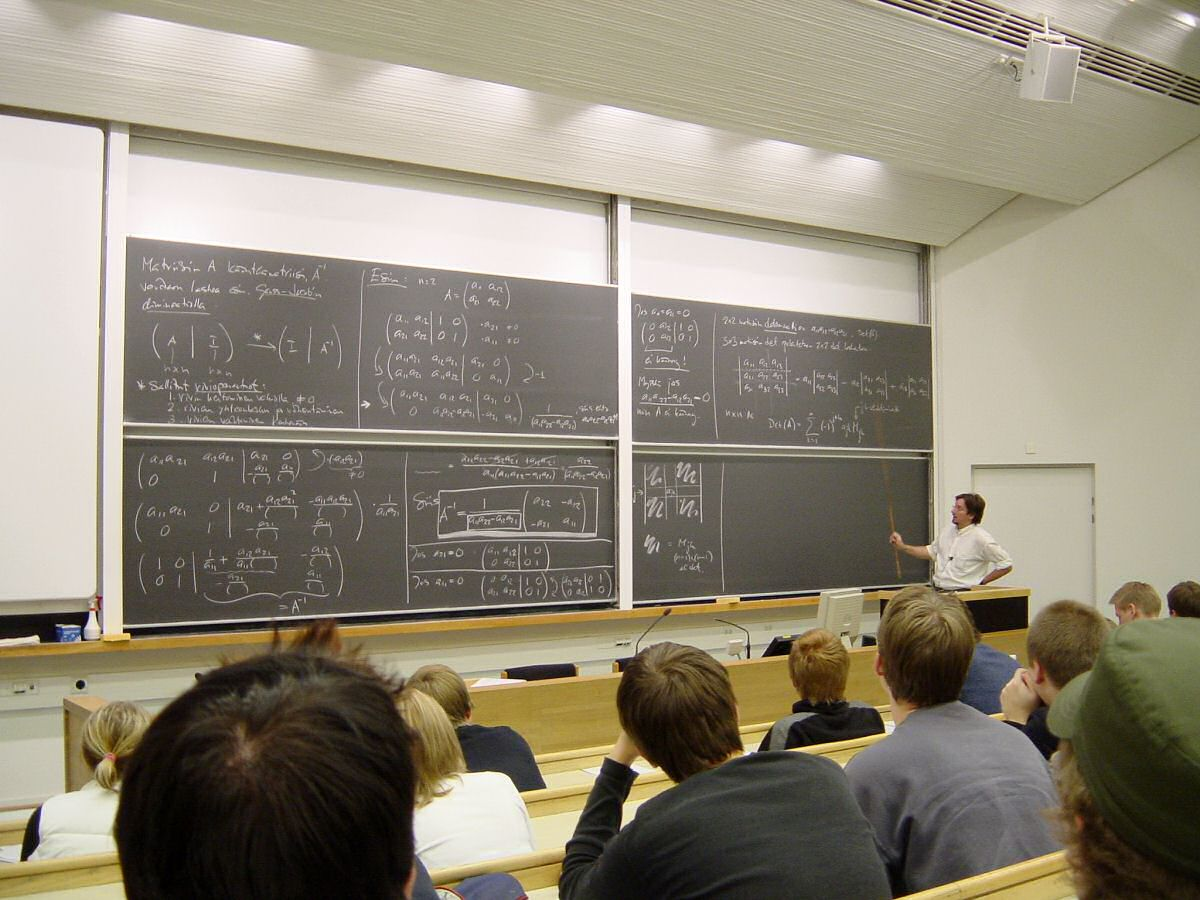
دانشجویان حاضر در یک مؤسسه دانشگاهی

آموزش دانشگاهی (Tertiary education) که به مرحله سوم، سطح سوم و آموزش بعد از دبیرستان هم شهرت دارد، سطحی از آموزش است که بعد از اتمام دبیرستان شروع می‌شود. به عنوان مثال، بانک جهانی، آموزش دانشگاهی را شامل دانشگاه‌ها، همچنین موسساتی که ظرفیت‌های ویژه آموزش عالی دارند مانند کالج‌ها، موسسات آموزش‌های فنی، دانشکده‌ها، مدارس پرستاری، آزمایشگاه‌های تحقیقاتی، مراکز نخبگی و مراکز آموزش از راه دور تعریف می‌کند.

## در انگلیس
آموزش دانشگاهی شامل آموزش فراتر further education و نیز آموزش عالی higher education می‌شود.